# 洛霍沃市镇
洛霍沃市镇（俄语：Лоховское муниципальное образование）是俄罗斯联邦伊尔库茨克州切列姆霍沃区所属的一个市镇。其下辖有个居民点，行政中心为洛霍沃。据2016年统计，该市镇的人口为1662人。